# Поом, Март
Март Поом (эст. Mart Poom; род. 3 февраля 1972[…], Таллин) — советский и эстонский футболист, вратарь. Выступал за сборную Эстонии в течение 16 лет. Шесть раз был признан лучшим футболистом года в Эстонии (1993, 1994, 1997, 1998, 2000, 2003). Самый известный в Европе эстонский футболист. В ноябре 2003 г. был признан Эстонским футбольным союзом лучшим футболистом Эстонии за последние 50 лет. 2 июня 2009 года объявил о завершении карьеры. Работал помощником тренера вратарей лондонского «Арсенала».

## Клубная карьера
Родился в Таллине, там же рос и начинал заниматься футболом. В детстве упал с верхней полки поезда и получил шрам на правой щеке, оставшийся на всю жизнь. Начал карьеру в команде «Таллинна Лывид», затем перешёл в таллинский «Спорт». В 1990 году во время выступлений в Балтийской лиге получил несколько травм — травму спины на экзамене по физкультуре, вывих левой лодыжки, повреждение правого колена; окончил школу с золотой медалью, поступил в экономический университет. В начале 1991 года перешёл в финскую команду «Куопион Паллосеура», но из-за болей в колене и отсутствия разрешения на переход вернулся в Эстонию, став игроком таллинской «Флоры». Поом получил разрешение на переход, но в последней игре за «Флору» получил перелом челюсти. Отыграв один сезон в роли основного вратаря, перешёл в швейцарский «Виль», но вскоре был перепродан в английский «Портсмут», где не смог закрепиться в составе, отыграв лишь семь игр, после чего портсмутцы сдали Поома в аренду в «Флору».
В 1997 году Поом перешёл из «Флоры» в английский «Дерби Каунти», игравший тогда в Премьер-лиге. В этом клубе он провёл последующие 5 лет, отыграв 146 матчей. Дебютировал за «Дерби» 5 апреля 1997 г. на стадионе «Олд Траффорд» против «Манчестер Юнайтед» (счёт 3:2 в пользу «Дерби»). Поом успешно закрепился в основном составе «Дерби Каунти», став одним из лидеров клуба наряду с форвардом Пауло Ванчопе. «Дерби», в очередной раз вышедший в высший эшелон английского футбола, показывал там неплохие результаты: 12-е место в дебютном сезоне 1996/97, 9-е в сезоне 1997/98 и 8-е в сезоне 1998/99. Однако затем «Дерби» превратился из середняка в аутсайдера лиги, дважды команда спасалась от вылета (16-е и 17-е места), но в третий сезон борьбы за выживание — 2001/02 — «Дерби» занял 19-е место и отправился в первую лигу.

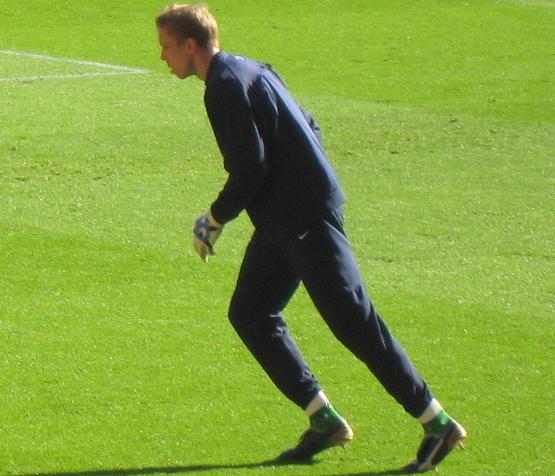
Март Поом

Поом начал сезон 2002/03 в «Дерби» в Первом дивизионе, а в ноябре 2002 года перешёл на правах аренды в клуб-аутсайдер Премьер-лиги «Сандерленд» (последний матч за «Дерби» был сыгран им 2 ноября в гостях против «Шеффилд Уэнсдей», «Дерби» победил 3:1), в январе 2003 года «Сандерленд» выкупил у «Дерби» контракт Поома за £ 2,5 млн. В «Сандерленде» вратарь несколько месяцев просидел на скамье запасных, дебютировав в Премьер-лиге лишь 12 апреля 2003 г. в гостевом матче против «Бирмингем Сити» (0:2). По итогам сезона «Сандерленд» вылетел из Премьер-лиги, заняв в ней последнее место. 20 сентября 2003 в гостевом матче Чемпионшипа против «Дерби Каунти», своего бывшего клуба, Март Поом на последних минутах матча сравнял счёт (итог 1:1), придя в чужую штрафную на розыгрыш углового и забив головой в прыжке единственный в карьере гол. Именно после этой игры Поом получил прозвище «Пооминатор», по аналогии с Терминатором, так назвал его комментатор матча. Всего Поом отыграл за «Сандерленд» 58 матчей за три сезона. В октябре 2004 Поом травмировал правое колено, перенёс три операции за семь месяцев и на поле в сезоне не выходил. По итогам сезона 2004/05 «Сандерленд» под руководством Мика Маккарти выиграл Чемпионат Футбольной лиги.
В августе 2005 года Поом перешёл из «Сандерленда» в лондонский «Арсенал» на правах аренды (Мануэль Альмуния травмировал палец, а Йенс Леманн был дисквалифицирован в Лиге чемпионов), а в январе 2006 года «канониры» выкупили его контракт. Поом был третьим вратарём и за полтора года провёл лишь две официальных игры: 8 ноября 2006 в Кубке лиги против «Эвертона» на стадионе «Гудисон Парк», тогда он в перерыве заменил получившего травму Альмунию, тот матч «Арсенал» выиграл 1:0; а 13 мая 2007 м вышел на поле в гостевом матче последнего тура Премьер-лиги против «Портсмута», игра завершилась вничью 0:0. Несмотря на то, что Поом ни разу не вышел на поле в матчах Лиги чемпионов 2005/06, он всё же получил серебряную медаль как финалист турнира, став таким образом первым эстонским футболистом, получившим еврокубковую медаль.

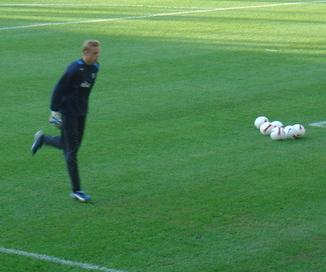
Март Поом разминается перед матчем сборных Эстонии и Англии

26 мая 2007 Поом перешёл из «Арсенала» в клуб Чемпионшипа «Уотфорд», сумма трансфера не разглашалась. «Уотфорд» рассматривал Поома в качестве замены ушедшему в «Манчестер Юнайтед» основному вратарю Бену Фостеру, «Арсеналу» же Поом стал не нужен после того, как на роль третьего вратаря был куплен у «Легии» молодой поляк Лукаш Фабианьский. Поом дебютировал в новой команде 11 августа 2007 в победном для неё (2:1) выездном матче против «Вулверхэмптон Уондерерс». Начал сезон 2007/08 в роли основного вратаря, однако к Новому году был вытеснен из состава более молодым Ричардом Ли. Сезон 2008/09 Март Поом также начал в роли «первого номера» (вытеснив Ли обратно на скамейку), но вскоре, 20 сентября 2008 в домашнем матче с «Редингом», получил травму плеча и выбыл из строя на 6 месяцев, дальнейшая карьера вратаря-ветерана была поставлена под вопрос. 30 апреля 2009 года Поом, восстановившийся после травмы, но так и не сумевший возвратиться в основной состав команды, покинул «Уотфорд», достигнув с ним соглашения о расторжении контракта по взаимному согласию сторон.
2 июня 2009 года Поом объявил о завершении игровой карьеры. 10 июня 2009 сыграл свой прощальный матч.
В 2013 году стал обладателем любительского кубка Эстонии в составе команды Таллинского университета.

## Выступления в сборной
Март Поом сыграл 120 матчей за сборную Эстонии. Первый матч провёл 3 июня 1992 года в Таллине против сборной Словении (счёт 1:1), эта товарищеская игра была первой для эстонцев с момента воссоздания сборной после распада СССР. Первый официальный матч за сборную сыграл в Лиепае против сборной Латвии в рамках Кубка Балтики по футболу 10 июля 1992 (1:2). С тех пор Поом являлся основным голкипером сборной Эстонии, уступая место в воротах другим лишь по причине своих частых травм. Проведя много матчей в отборочных турнирах к Чемпионатам Европы (35 игр) и мира (26 игр) (первая игра в отборах — 16 августа 1992 в отборе на ЧМ-1994, это был матч в Таллине против швейцарцев, завершившийся разгромом Эстонии со счётом 0:6), в финальных частях чемпионатов мира и Европы Поом, как и вся сборная Эстонии, никогда не играл. Свой последний матч за сборную и в карьере Поом сыграл 10 июня 2009 года в Таллине на стадионе «А. Ле Кок Арена», это была товарищеская встреча против сборной Португалии, завершившаяся ничьей 0:0.

## Статистика выступлений

### Международная статистика
| Сборная         | Сезон | Матчи | Голы |
| --------------- | ----- | ----- | ---- |
| Сборная Эстонии |       |       |      |
| 1992            | 5     | 0     |      |
| 1993            | 14    | 0     |      |
| 1994            | 8     | 0     |      |
| 1995            | 7     | 0     |      |
| 1996            | 12    | 0     |      |
| 1997            | 12    | 0     |      |
| 1998            | 5     | 0     |      |
| 1999            | 6     | 0     |      |
| 2000            | 7     | 0     |      |
| 2001            | 3     | 0     |      |
| 2002            | 7     | 0     |      |
| 2003            | 11    | 0     |      |
| 2004            | 4     | 0     |      |
| 2005            | 1     | 0     |      |
| 2006            | 6     | 0     |      |
| 2007            | 8     | 0     |      |
| 2008            | 3     | 0     |      |
| 2009            | 1     | 0     |      |
| Итого           | Итого | 120   | 0    |

## Личная жизнь
Март Поом женат на Лиссель (род. 1975), у них двое сыновей — Маркус (род. 1999) и Андреас (род. 2003).
В декабре 2014 года Поом презентовал свою автобиографию «Mart Poom. Minu lugu».

## Награды
- Орден Белой звезды 4-го класса (2010)[16]
- В 2024 году его имя было увековечено в Эстонском зале спортивной славы[17], а 9 июня 2025 года была вручена памятная доска Зала спортивной славы и сувенир[18]